# Ixora pseudoamboinica
Ixora pseudoamboinica är en måreväxtart som först beskrevs av Pieter Willem Korthals, och fick sitt nu gällande namn av Carl Ernst Otto Kuntze. Ixora pseudoamboinica ingår i släktet Ixora och familjen måreväxter. Inga underarter finns listade i Catalogue of Life.